# Bomberman Kart
Bomberman Kart est un jeu vidéo de course sorti sur PlayStation 2 en 2001 en Amérique du Nord et en 2003 en Europe. Il est développé par Racjin, édité par Hudson et distribué par Konami.

## Système de jeu
Bomberman Kart est un jeu de course qui met en scène les personnages de la série Bomberman et dont le principe est fortement inspiré de la série Mario Kart. Ainsi, le joueur conduit un kart et peut utiliser des objets qui se trouvent à divers endroits sur le circuit afin de faire ralentir ses adversaires, l'objectif étant d'arriver le premier à la ligne d'arrivée. Le titre propose plusieurs modes de jeu centrés sur les courses de kart, qui sont jouables en solo ou en multijoueur. Il propose également un mode classique, qui reprend le concept des autres Bomberman, à savoir de prendre le contrôle d'un personnage sur un plateau de jeu et de déposer des bombes pour faire exploser ses adversaires.

## Accueil
Le jeu a reçu de très mauvaises critiques. Il reçoit une moyenne de 40,17 % sur GameRankings. Jeuxvideo.com décrit le jeu comme étant « moche », « mou » et « ennuyeux ». Il déplore les sensations de vitesse « inexistantes » qu'a à offrir le titre et souligne aussi que les objets sont trop inintéressant et peu nombreux. Gamekult partage cet avis, trouvant les objets pas suffisamment attrayants. Il déclare que le gameplay du soft, qu'il décrit comme étant « d'une autre époque », échoue à élever la qualité de l'expérience. Malgré tout, les deux sites voient le mode de jeu classique Bomberman comme un bon point,. Le magazine Jeux vidéo Magazine déclare : « C'est mou ! Même un enfant de 5 ans s'ennuierait au bout d'un quart d'heure », déplorant notamment le manque de diversité des objets et le manque de sensations de vitesse. Il apprécie malgré tout la présence de plusieurs mini-jeux qui viennent étoffer la durée de vie du titre.
Jeuxvideo.com déplore la qualité des graphismes. Il trouve les décors trop simplistes et vides et trouve que les personnages manquent de personnalité. Il compare les graphismes de Bomberman Kart à ceux d'un jeu de PlayStation de mauvaise qualité tandis que Gamekult, lui aussi déçu par cet aspect du titre, les compare à un jeu de Nintendo 64. Jeux vidéo Magazine considère que les décors sont « d'une laideur affligeante » et remarque des problèmes de clipping et de scintillements.

## Postérité
Une deuxième version du jeu, nommée Bomberman Kart DX, sort au Japon le 29 avril 2004. Cette version ajoute notamment de nouveaux circuits et de nouveaux personnages.